# Paskal Milo
Paskal Milo (ur. 22 lutego 1949 we wsi Palasa k. Wlory) – albański polityk i historyk, minister spraw zagranicznych Albanii, przywódca Socjal-Demokratycznej Partii Albanii.

## Życiorys
W 1971 ukończył studia z historii i geografii na Wydziale Historyczno-Filozoficznym Uniwersytetu Tirańskiego. Po ukończeniu studiów w latach 1971–1975 pracował jako dziennikarz Zëri i Popullit, specjalizując się w polityce międzynarodowej. W latach 1976–1979 pracował w muzeum w Fierze. Jak sam twierdzi został przeniesiony z Tirany do Fieru w ramach represji o charakterze politycznym.
W 1980 rozpoczął pracę na Uniwersytecie Tirańskim. Tam też obronił pracę doktorską z zakresu stosunków albańsko-serbskich w okresie międzywojennym. Prowadził wykłady z zakresu historii powszechnej dla studentów historii Uniwersytetu Tirańskiego, w latach 1991–1992 pełnił funkcję dziekana Wydziału Historyczno-Filologicznego.
W 1991 rozpoczął karierę polityczną, wstępując do Socjal-Demokratycznej Partii Albanii. Rok później został wiceprzewodniczącym partii. W wyborach parlamentarnych 1992 uzyskał mandat deputowanego i zasiadał w komisji edukacji. W latach 1993–1997 kierował albańską filią Komitetu Helsińskiego. Po rewolucji piramidowej w 1997 objął stanowisko ministra spraw zagranicznych. Pełnił tę funkcję do 2001. Jako szef delegacji albańskiej w 1999 odwiedził Polskę.
W latach 2001–2002 jako minister bez teki zajmował się problemami integracji europejskiej. Po odejściu z rządu zastąpił Skëndera Gjinushiego na stanowisku przewodniczącego Socjal-Demokratycznej Partii Albanii i skupił się na działalności w komisji spraw zagranicznych parlamentu albańskiego. Jest autorem podręczników do historii dla szkoły średniej, a także kilku publikacji poświęconych polityce zagranicznej Albanii. W 2009 ukazały się wspomnienia polityka z czasów, kiedy pełnił funkcję ministra. W 2015 został wyróżniony tytułem Honorowego Obywatela Wlory.
W życiu prywatnym jest żonaty, ma troje dzieci.

## Publikacje
- 1977: Militarizmi pjellë e kapitalizmit (Militaryzm wytwór kapitalizmu)
- 1980: Europa e bashkuar: projekte dhe dështime (Zjednoczona Europa: projekty i niepowodzenia)
- 1983: Historia e vendeve të Ballkanit 1918-1939 (Historia krajów bałkańskich 1918-1939)
- 1984: Fundi i një padrejtësie: rreth çështjes së pranimit të Shqipërisë në OKB (Koniec pewnej niesprawiedliwości: wokół kwestii przyjęcia Albanii do ONZ)
- 1991: Historia e kohës së sotme: shtojcë (Historia czasów współczesnych: zarys)
- 1992: Shqipëria dhe Jugosllavia 1918 – 1927 (Albania i Jugosławia 1918-1927)
- 2001: Greater Albania between fiction and reality
- 2002: Bashkimi evropian: ideja, integrimi, identiteti, e ardhmja (Unia Europejska: idea, proces integracji, tożsamość, przyszłość)
- 2009: Ditari i një ministri të jashtëm (Dziennik ministra spraw zagranicznych)
- 2009: Kosova, nga Rambuje në pavarësi : intervista 1997-2008 (Kosowo, od Rambouillet do niepodległości, wywiady 1997-2008)
- 2010: Të vërtetat e fshehura: Incidenti i Kanalit të Korfuzit (Ukryta prawda: Incydent w Kanale Korfu)
- 2013: Politika e jashtme e Shqipërisë 1912-1939 (Polityka zagraniczna Albanii 1912-1939)
- 2016: Udhëkryqe shqiptaro-gjermane (Rozdroża albańsko-niemieckie)
- 2022: Shqiptarët në Luftën e Dytë Botërore (Albańczycy w czasie II wojny światowej)